# جورجوو
جورجوو (به لهستانی:  Dziurdziów) یک روستا در لهستان است که در گمینا لسکو واقع شده‌است.